# Agylla gigas
Agylla gigas là một loài bướm đêm thuộc phân họ Arctiinae, họ Erebidae.